# Потаповское сельское поселение (Смоленская область)
Пота́повское се́льское поселе́ние — упразднённое муниципальное образование в составе Гагаринского района Смоленской области России.
Административный центр — деревня Потапово.
К 1 января 2019 года все населённые пункты вошли в Никольское сельское поселение.

## Географические данные
- Общая площадь: 90 км²
- Расположение: юго-западная часть Гагаринского района
- Граничит:
  - на северо-западе — с Баскаковским сельским поселением
  - на севере — с Ашковским сельским поселением
  - на востоке — с Никольским сельским поселением
  - на юге — с Покровским сельским поселением
  - на юго-западе — с Вяземским районом
  - на северо-западе — с Серго-Ивановским сельским поселением
- По территории поселения проходит автомобильная дорога М1 «Беларусь».
- По территории поселения проходит железная дорога Москва — Минск, имеется станция Василисино.
- Крупная река: Гжать, Сежа.

## История
Образовано 2 декабря 2004 года.

## Население
| 2007 | 2011 | 2012 | 2013 | 2014 | 2015 | 2016 |
| ---- | ---- | ---- | ---- | ---- | ---- | ---- |
| 802  | ↘767 | ↘763 | ↘748 | ↘736 | ↘724 | ↘723 |
| 2017 | 2018 | 2019 |      |      |      |      |
| ↘714 | ↗719 | ↘717 |      |      |      |      |

## Состав поселения
В состав поселения входят следующие населённые пункты:
- Деревня Потапово — административный центр
- Астахово, деревня
- Амшарево, деревня
- Анисово, деревня
- Арденево, деревня
- Белкино, деревня
- Бурцево, деревня
- Василисино, станция
- Вежное, деревня
- Зайцево, деревня
- Красицы, деревня
- Курово, деревня
- Ломки, деревня
- Подсосонье, деревня
- Рапово, деревня
- Семешкино, деревня
- Старое, деревня

## Местное самоуправление
Главой поселения и Главой администрации является Куликов Геннадий Сергеевич .

## Экономика
Сельхозпредприятия, магазины.